# Hemieuxoa laxa
Hemieuxoa laxa är en fjärilsart som beskrevs av Lafontaine och Mikkola. Hemieuxoa laxa ingår i släktet Hemieuxoa och familjen nattflyn. Inga underarter finns listade i Catalogue of Life.